# レイ・ポーリック
レイ・ポーリック（Ray Paulick、1953年 - ）は、アメリカの競馬ジャーナリスト。
アメリカの競馬専門誌「レーシングタイムズ」(Racing Times)、デイリーレーシングフォーム、「サラブレッドタイムズ」 (Thoroughbred Times) の編集者を経たのち、1992年春から2007年秋までブラッド・ホース (The Blood-Horse) の編集長を務めた。
産経新聞社が発行する競馬専門誌『週刊Gallop』に連載を持つなど、日本においても競馬評論家として活動しており、しばしばブラッド・ホース誌上に日本関連の記事を寄稿することもあった。

## 著書
- 運命に噛みついた馬 サンデーサイレンス物語（産業経済新聞社、2002年）ISBN 4594034772

## 連載
- 北米レポート（週刊Gallop）[1]